# Hechuan

Lage des Stadtbezirks Hechuan in Chongqing

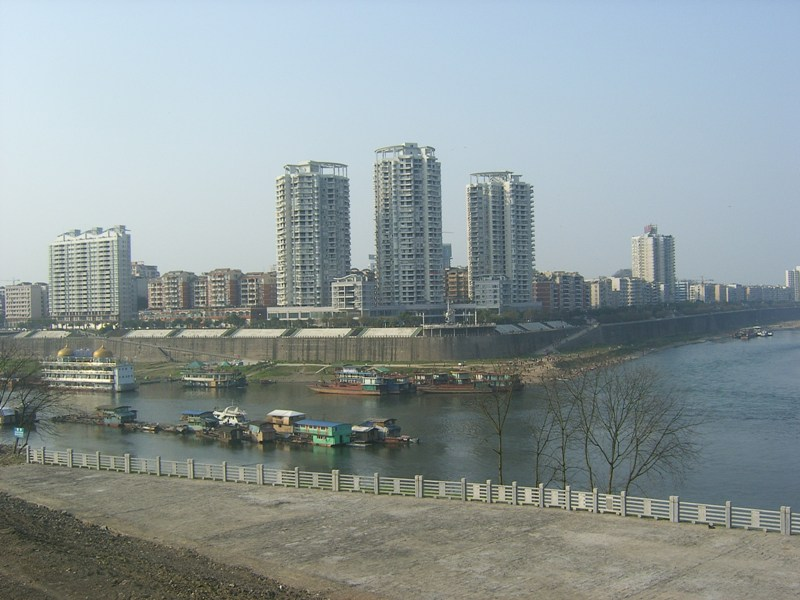
Blick auf Hechuan am Zusammenfluss von Jialing Jiang und Fu Jiang

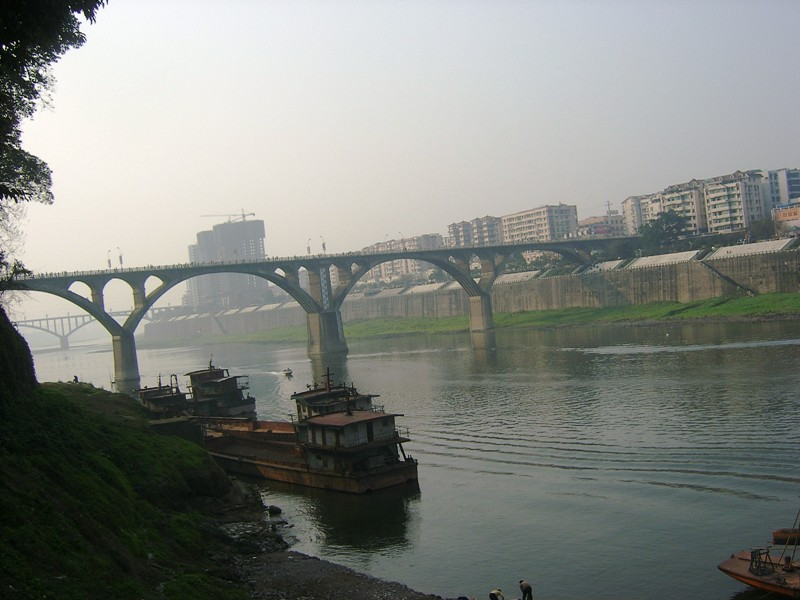
Brücke über den Fu Jiang in Hechuan

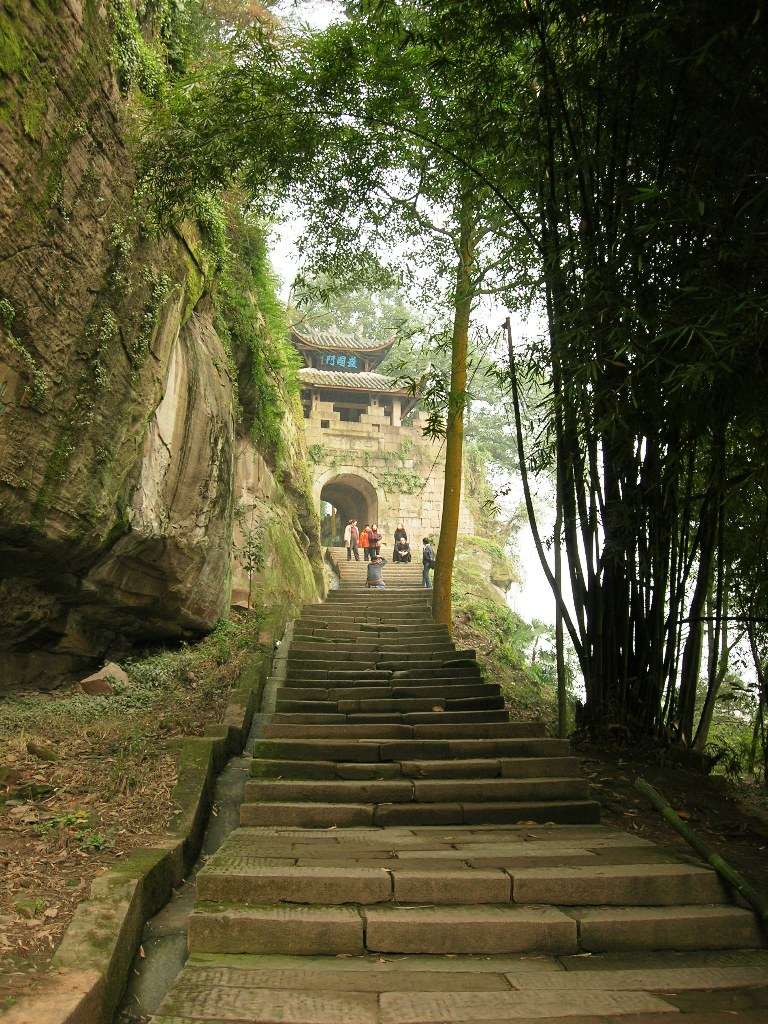
Tor zum Diaoyucheng ("Fischerviertel") Hechuans

Hechuan (chinesisch 合川区, Pinyin Héchuān Qū) ist ein Stadtbezirk der südwestchinesischen regierungsunmittelbaren Stadt Chongqing. Hechuan hat eine Fläche von 2.356 km². Bei Volkszählungen in den Jahren 2000 und 2010 wurden in Hechuan 1.420.520 bzw. 1.293.028 Einwohner gezählt. Das Nummernschild von Hechuan ist 渝C (zusammen mit Yongchuan, Jiangjin, Tongnan, Tongliang, Bishan, Dazu, Qijiang und Rongchang). In Hechuan wird ein kleinerer chinesischer Dialekt gesprochen.

## Administrative Gliederung
Auf Gemeindeebene setzt sich Hechuan aus drei Straßenvierteln und 27 Großgemeinden zusammen. Diese sind:
- Straßenviertel Heyangcheng (合阳城街道), Zentrum;
- Straßenviertel Diaoyucheng (钓鱼城街道), Zentrum;
- Straßenviertel Nanjin (南津街道), Zentrum, Sitz der Stadtbezirksregierung;
- Großgemeinde Yunmen (云门镇);
- Großgemeinde Qiantang (钱塘镇);
- Großgemeinde Shayu (沙鱼镇);
- Großgemeinde Guandu (官渡镇);
- Großgemeinde Laitan (涞滩镇);
- Großgemeinde Longshi (龙市镇);
- Großgemeinde Xiaojia (肖家镇);
- Großgemeinde Dashi (大石镇);
- Großgemeinde Gulou (古楼镇);
- Großgemeinde Sanmiao (三庙镇);
- Großgemeinde Yanwo (燕窝镇);
- Großgemeinde Erlang (二郎镇);
- Großgemeinde Longfeng (龙凤镇);
- Großgemeinde Taihe (太和镇);
- Großgemeinde Longxing (隆兴镇);
- Großgemeinde Tongxi (铜溪镇);
- Großgemeinde Weituo (渭沱镇);
- Großgemeinde Yanjing (盐井镇);
- Großgemeinde Caojie (草街镇);
- Großgemeinde Shuangfeng (双凤镇);
- Großgemeinde Shitan (狮滩镇);
- Großgemeinde Qingping (清平镇);
- Großgemeinde Tuchang (土场镇);
- Großgemeinde Xiaomian (小沔镇);
- Großgemeinde Sanhui (三汇镇);
- Großgemeinde Xianglong (香龙镇);
- Großgemeinde Shuanghuai (双槐镇).

## Partnerschaften
Hechuan unterhält mit der Stadt Santa Monica, USA, seit 2015 eine Städtepartnerschaft.